# Yankalilla
Yankalilla är en ort i Australien. Den ligger i kommunen Yankalilla och delstaten South Australia, omkring 63 kilometer söder om delstatshuvudstaden Adelaide. Antalet invånare är 553.
Runt Yankalilla är det mycket glesbefolkat, med 4 invånare per kvadratkilometer.. Närmaste större samhälle är Normanville, nära Yankalilla. 
Trakten runt Yankalilla består till största delen av jordbruksmark. Genomsnittlig årsnederbörd är 863 millimeter. Den regnigaste månaden är juni, med i genomsnitt 172 mm nederbörd, och den torraste är januari, med 24 mm nederbörd.